# San Maurizio Canavese
 San Maurizio Canavese  (piemonti nyelven San Morissi) egy község Olaszországban, Torino megyében.

## Elhelyezkedése

San Maurizio Canavese község Torino megye térképén

A vele határos települések Caselle Torinese, Cirié, Leini, Robassomero, San Carlo Canavese és San Francesco al Campo.

## Fordítás
- Ez a szócikk részben vagy egészben  a    San Maurizio Canavese  című olasz Wikipédia-szócikk fordításán alapul.  Az eredeti cikk szerkesztőit annak laptörténete sorolja fel. Ez a jelzés csupán a megfogalmazás eredetét és a szerzői jogokat jelzi, nem szolgál a cikkben szereplő információk forrásmegjelöléseként.